# Kolossai

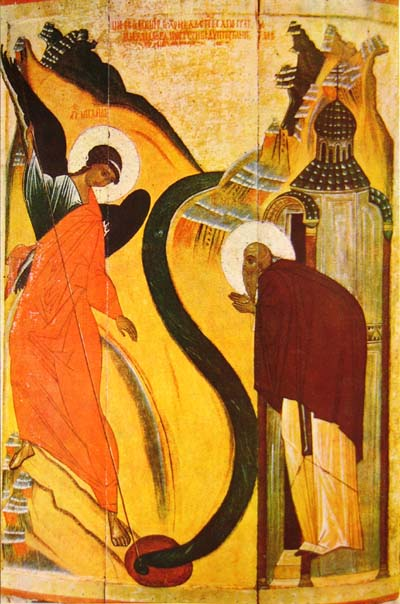
Ärkeängeln Mikaels mirakel i Kona, rysk ikon från 1400-talet.

Kolossai (grekiska: Κολοσσαί, latin: Colossae), sedermera Kona, Honaz eller Chonæ, var en stad i Frygien, belägen ca 17 mil öster om Efesos, i närheten av floden Lykos, en av Menderes bifloder. Platsen för Kolossai, som är belägen ca 3 km norr om det moderna Honaz i nuvarande Anatolien i Turkiet, har aldrig blivit utgrävd.
Under persiska krigen, år 396 f.Kr., dödades Tissaphernes i Kolossai av agenter till Kyros den yngre. Plinius d.ä. berättar att yllet från Kolossai (colossinus) gav namn åt färgen på cyklamenblomman. Staden hade viss betydelse som handelsplats under hellenismen, men under första århundradet e.Kr. hade den minskat i storlek och anseende.
Det verkar inte som om Paulus besökt staden, när han skrev Kolosserbrevet till församlingen i Kolossai, eftersom han skriver till Filemon i Filemonbrevet att han önskar göra detta när han släppts fri från fängelset. Det synes som att Epafras grundade kyrkan i Kolossai.
Staden förföll, möjligen på grund av en jordbävning, och Bysantinska riket uppförde en annan stad, Kona eller Chonæ (Χῶναι), ca 3 km söder om Kolossai. Niketas och Michael Choniates, två bysantinska bröder och författare, var födda där.
I den bysantinska och ryska konsten är staden förknippad med temat "Ärkeängeln Mikaels mirakel i Kona". Enligt östortodox tradition, ska hedningar ha lett en flod mot staden för att förstöra Mikaels helgedom, men ärkeängeln ska då ha visat sig, låtit en blixt klyva en klippa och därmed lett floden åt ett annat håll. Samtidigt sägs han ha helgat vattnet från Lykos. De östortodoxa firar händelsen den 6 september. Kudovklostret i Moskva Kreml, Mirakelklostret, där tsarfamiljen traditionellt döptes, var tillägnat ärkeängeln Mikales mirakel i Kona.